# Боберський Володимир Семенович
Володи́мир Семе́нович Бобе́рський (24 липня 1981, село Лопушанка Львівська область — 1 квітня 2022, поблизу м. Мар'їнка) — український військовослужбовець Збройних сил України, учасник російсько-української війни.

## Життєпис
Володимир Боберський народився 24 липня 1981 року в селі Лопушанка на Львівщині.
Проживав у селі Дарахові на Тернопільщині.
Учасник Революції гідності та АТО.
З початком російського вторгнення 2022 року повернувся з Польщі, щоб захищати Україну. Загинув у бою 1 квітня 2022 року поблизу Мар'їнки.
Похований 21 квітня 2022 року в селі Дарахові, де проживав.

## Нагороди
- Орден «За мужність» ІІІ ступеня (12 жовтня 2023, посмертно) — за особисту мужність, виявлену у захисті державного суверенітету та територіальної цілісності України, самовіддане виконання військового обов'язку[1]

## Вшанування пам'яті
У селі Дарахів Тернопільської області вулицю Колгоспну перейменували на вулицю Володимира Боберського.